# Pašovice
Pašovice är en ort i Tjeckien.   Den ligger i distriktet Okres Uherské Hradiště och regionen Zlín, i den östra delen av landet, 260 km öster om huvudstaden Prag. Pašovice ligger 233 meter över havet och antalet invånare är 722.
Terrängen runt Pašovice är huvudsakligen platt, men åt nordost är den kuperad. Runt Pašovice är det ganska tätbefolkat, med 166 invånare per kvadratkilometer. Närmaste större samhälle är Zlín, 16,4 km norr om Pašovice. Trakten runt Pašovice består till största delen av jordbruksmark.